# Поль Бернар (актор)
Поль Рено́ Берна́р (фр. Paul Renaud Bernard; нар. 21 вересня 1898, Вільнев-сюр-Лот, Франція — †4 травня 1958) — французький театральний та кіноактор.

## Біографія
Поль Бернар народився 21 вересня 1898 року у Вільнев-сюр-Лот (департамент Лот і Гаронна у Франції) у скромній сім'ї. Працював в апараті Міністерства фінансів Франції. Під час Першої світової війні брав участь у бойових діях, був поранений. Після війни Бернар навчався на курсах драматичного мистецтва у Паризькій консерваторії.
Поль Бернар дебютував у кіно в 1922 році. У 1924-му вперше виступив на театральній сцені. Першу помітну кінороль Бернар зіграв у фільмі «Пансіон „Мімоза“» (1934) режисера Жака Фейдера. З 1937 року до середини 1940-х працював переважно в театрі.
За час своєї кінокар'єри Поль Бернар знімався у таких відомих французьких режисерів, як Саша Гітрі («Мій батько був правий», 1936), Жан Гремійон («Літнє світло», 1943; «Білі лапки», 1949), Жульєн Дювів'є («Паніка», 1946), Крістіан-Жак («Безнадійна подорож», 1943), Робер Брессон («Дами Булонського лісу», 1945), Андре Кайят («Роже-Ганьба», 1945), Рене Клеман («Прокляті», 1947) та ін.
Наприкінці 1940-х років Поль Бернар вирішив повністю присвятити себе роботі в театрі. Він продовжував зніматися в кіно, але невеликі ролі не мали успіху.
У 1958 році Поль Бернар, незважаючи на хворобу, продовжував репетиції постановки «Опудала» за твором бельгійської письменниці Домінік Ролен, прем'єра якої відбулася на сцені паризького театру Œuvre у квітні 1958 року. Під час однієї з репетицій актора було госпіталізовано. За кілька днів потому, 5 травня 1958 року, Поль Бернар помер на 60-му році життя.

## Фільмографія (вибіркова)
За час своєї кінокарєри Поль Бернар зіграв ролі у 35-ти фільмах.

| Рік  |   | Українська назва                  | Оригінальна назва             | Роль                              |
| ---- | - | --------------------------------- | ----------------------------- | --------------------------------- |
| 1922 | ф | Паризькі таємниці                 | Les mystères de Paris         |                                   |
| 1934 | ф | Ми знайшли голу жінку             | On a trouvé une femme nue     | Жак                               |
| 1934 | ф | Дівчина на одну ніч               | La jeune fille d'une nuit     | син графа Меренці                 |
| 1935 | ф | Пансіон «Мімоза»                  | Pension Mimosas               | П'єр                              |
| 1936 | ф | Мій батько був правий             | Mon père avait raison         | Моріс Беланже / його дорослий син |
| 1937 | ф | Діти Парижа                       | Enfants de Paris              | Клод де Сервійє                   |
| 1943 | ф | Літнє світло                      | Lumière d'été                 | Патріс                            |
| 1943 | ф | Безнадійна подорож                | Voyage sans espoir            | П'єр Жоельє                       |
| 1944 | ф | Горбань                           | Le bossu                      | Філіп де Гонзаг                   |
| 1945 | ф | Дами Булонського лісу             | Les dames du Bois de Boulogne | Жан                               |
| 1945 | ф | Роже-Ганьба                       | Roger la Honte                | Луверсан                          |
| 1946 | ф | Друг прийде сьогодні увечері      | ...Un ami viendra ce soir...  | доктор Моріс Тільє                |
| 1946 | ф | Ганьба і помста пана Пике         | La revanche de Roger la Honte | Луверсан                          |
| 1946 | ф | Паніка                            | Panique                       | Альфред                           |
| 1947 | ф | Прокляті                          | Les maudits                   | Кутюрьє                           |
| 1948 | ф | Форт самотності                   | Fort de la solitude           | Шарль Сігуар                      |
| 1948 | ф | Похмура неділя                    | Sombre dimanche               | Боб                               |
| 1949 | ф | Ешафот може почекати              | L'échafaud peut attendre      | Серж Ульріх                       |
| 1949 | ф | Білі лапки                        | Pattes blanches               | жульєн де Керіадес - «Білі лапки» |
| 1949 | ф | Рай для пілотів, зниклих безвісти | Le paradis des pilotes perdus | Даніель Сорб'є                    |
| 1950 | ф | Людина, яка повертається здалека  | L'homme qui revient de loin   | Жак де ла Боссьєр                 |
| 1950 | ф | Прелюдия славы                    | Prélude à la gloire           | Дюмонте                           |
| 1951 | ф | Люба Кароліна                     | Caroline chérie               | Босмуссі                          |
| 1951 | ф | Найпрекрасніша дівчина у світі    | La plus belle fille du monde  | Мартіно                           |
| 1955 | ф | Перші образи                      | La rue des bouches peintes    | сер Родні Вільбурн                |